# Les Derniers Jours de Pompéi (film, 1908)
Pour les articles homonymes, voir Les Derniers Jours de Pompéi (homonymie).
 (juillet 2025).
Pour plus de détails, voir Fiche technique et Distribution.
Les Derniers Jours de Pompéi (Gli ultimi giorni di Pompei) est un court métrage muet italien de Luigi Maggi et Arturo Ambrosio, sorti en 1908.

## Commentaires
Arturo Ambrosio, un photographe, ayant fondé à Turin un des premiers studios de cinéma d'Italie, un de ses techniciens, Luigi Maggi, se fit remarquer bien vite comme acteur et comme réalisateur. En 1908 la maison de production conçut un ambitieux projet ; tourner le film le plus spectaculaire de l'époque, Les Derniers jours de Pompéi, où on ne lésinerait pas sur les moyens.
Le producteur confia au scénariste Arrigo Frusta le soin d'adapter au cinéma le roman de Bulwer Lytton, qui avait été déjà portée à l'écran avec un film de 1900 dû à Walter R. Booth et produit par Robert William Paul, un des pionniers du cinéma britannique.
Dans ce film tout est démesuré, depuis la longueur du scénario (pour 1908, un film à quatre rouleaux et de 366 mètres était un très long métrage) jusqu'aux décors spectaculaires conçus par Ettore Ridoni.
Ce qui est surtout manifeste, c'est la direction énergique de Luigi Maggi qui a donné à certaines scènes un effet dramatique intense. Certaines d'entre elles sont inoubliables avec leurs trucages et leurs effets spéciaux comme l'éruption du Vésuve ou la fuite des spectateurs du cirque, frappés par des fragments de lave incandescente. Alors que le cinéma gardait encore une influence considérable du théâtre, avec des décors constitués habituellement de toiles peintes, la conception du film, les effets de trucage, les décors ambitieux et les maquettes, ainsi que les mouvements de foule joués par les acteurs, ont permis à cette œuvre de recevoir un accueil extraordinaire, qui a donné naissance à un genre, le péplum ou le colossal à l'italienne qui devait atteindre son apogée avec Cabiria de Giovanni Pastrone.
Le film sortit en même temps dans toute l'Italie. Rien qu'à Rome, pour son lancement, il fut projeté dans 14 salles. Ce fut le premier grand succès de l'industrie cinématographique italienne, et il devait rester un des plus importants dans le monde jusqu'à la Grande Guerre. Des centaines de copies furent exportées dans le monde entier, y compris aux États-Unis, et l'accueil favorable fut unanime, tant auprès de la critique que du public. Le film allait être bientôt imité, indiquant la voie à suivre au cinéma italien.

## Fiche technique
- Titre : Les Derniers jours de Pompéi
- Titre original : Gli ultimi giorni di Pompei
- Réalisation : Luigi Maggi et Arturo Ambrosio
- Scénario : Roberto Omegna d'après le roman d'Edward George Bulwer-Lytton
- Image : Roberto Omegna et Giovanni Vitrotti
- Production : Società Anonima Ambrosio
- Pays d'origine :  Royaume d'Italie
- Format : Noir et blanc - Film muet
- Genre : film historique, drame, péplum
- Durée : 13 minutes
- Longueur de pellicule : 400 mètres[1]
- Date de sortie : Royaume d'Italie et France : 1908

## Distribution
- Luigi Maggi : Arbace
- Lydia De Roberti : Nidia
- Umberto Mozzato : Glauco
- Ernesto Vaser : Le maître de Nidia
- Cesare Gani Carini
- Bartolomeo Pagano
- Mirra Principi